# 鄧路斯城堡

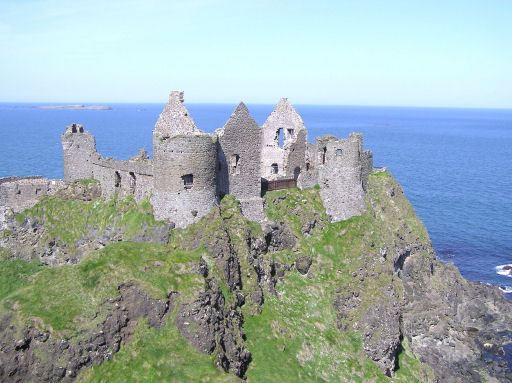
鄧路斯城堡

鄧路斯城堡（Dunluce Castle）是英國北愛爾蘭的一座中世紀城堡遺跡。這座城堡位於安特里姆郡，四周地勢陡峭，而這也可能是早期基督徒和維京人在此修建城堡的重要因素。2011年，考古學家在鄧路斯城堡發現了新的遺跡。

## 外部連結
from the Northern Ireland Tourist Board Discover Northern Ireland website.